# Estación de Jérica-Viver
Jérica-Viver es una estación ferroviaria situada en el municipio español de Jérica —cerca de Viver— en la provincia de Castellón, Comunidad Valenciana. Forma parte de la línea C-5 de Cercanías Valencia.

## Situación ferroviaria
Está situada en el punto kilométrico 225 de la línea férrea de ancho ibérico Zaragoza-Sagunto entre las estaciones de Caudiel y Navajas, a 501,30 metros de altitud. El kilometraje se corresponde con el histórico trazado entre Calatayud y Valencia, tomando la primera como punto de partida. El tramo es de vía única y está sin electrificar.

## Historia
La estación fue puesta en funcionamiento el 1 de junio de 1899 con la apertura del tramo Jérica-Segorbe de la línea que pretendía unir Calatayud con Valencia. Las obras corrieron a cargo de la Compañía del Ferrocarril Central de Aragón. En 1941, con la nacionalización de la totalidad de la red ferroviaria la estación pasó a ser gestionada por RENFE. En 1958 la estación ya estaba integrada en el servicio de Cercanías de Valencia, formando parte de la línea Mora de Rubielos-Valencia. Desde el 31 de diciembre de 2004 Adif es la titular de las instalaciones.

## Servicios ferroviarios

### Cercanías
Forma parte de la línea C-5 de Cercanías Valencia. La frecuencia media es de tres trenes diarios. De los tres trenes sentido Sagunto, uno continúa hasta Valencia-Norte sin necesidad de trasbordo.
| procedencia/destino | < estación | Línea | estación > | destino/procedencia |
| ------------------- | ---------- | ----- | ---------- | ------------------- |
| Valencia-Norte      | Navajas    |       | Caudiel    | Caudiel             |

### Media distancia
En la estación se detiene un MD de la serie 599 de Renfe que une Zaragoza con Valencia. En sentido contrario prolonga el viaje hasta Huesca.
| Línea | Trenes | Origen/Destino           | Destino/Origen |
| ----- | ------ | ------------------------ | -------------- |
| 49    | MD     | Zaragoza-Delicias Huesca | Valencia-Norte |